# Беззубов, Григорий Иванович
Григо́рий Ива́нович Беззу́бов (9 января 1900, Рыбинск, Ярославская губерния, — 14 апреля 1972, Ленинград), дирижёр-хормейстер, музыкальный педагог, ученик М. Г. Климова, сотрудник И. О. Дунаевского, создатель и руководитель многочисленных детских и юношеских хоровых коллективов.

## Жизнь и творчество
Выходец из крестьян, Беззубов окончил в 1920 году петроградскую Народную хоровую академию. С 1934 года по 1970 год возглавлял детский хор Ленинградского дворца пионеров, входивший (с 1938 года) в пионерский ансамбль песни и пляски Дунаевского, работал хормейстером в Детской хоровой школе Ленинградской капеллы.
В годы Второй мировой войны Беззубов руководил Ансамблем военно-морского флота СССР в Москве; после войны совмещал работу во Дворце пионеров с работой в ТЮЗе и других хоровых коллективах.
Новаторской работой Беззубова считается создание в 1956 году хора юношей при Ленинградском дворце пионеров (прежде полагали, что учить юношей пению в период ломки голоса невозможно). Беззубов — автор ряда переложений музыкальных произведений для детских и юношеских коллективов, методических статей по работе с хором и учебника по сольфеджио, в частности, «Хоровые упражнения для детского хора», 1953; «Хоровые переложения и обработки для юношеского смешанного хора», 1955. Воспоминания его учеников свидетельствуют, что Беззубов оставил глубокий след в музыкальной культуре своей эпохи.
В 1960 году Указом Верховного совета РСФСР Беззубову было присвоено звание заслуженного учителя школы РСФСР.
Семидесятилетие Г. И. Беззубова и 50-летие его творческой деятельности были отмечены юбилейным вечером в концертном зале Ленинградского дворца пионеров 25 января 1970 года.
В семейном архиве Наталии Казаковой сохранилась запись выступления хора юношей Ленинградского дворца пионеров под управлением Беззубова.

## Звания и награды
Был награждён медалью За трудовую доблесть в 1942 году, орденом Трудового Красного Знамени и орденом Красной Звезды в 1946 году, орденом Знак Почета в 1952 году, медалью За оборону Ленинграда, медалью За оборону Заполярья, медалью За доблестный труд в Великой Отечественной войне, медалью За доблестный труд в честь 100-летия В. И. Ленина, медалью В честь 250-летия Ленинграда, знаком Отличник народного просвещения.